# Darius Remeika

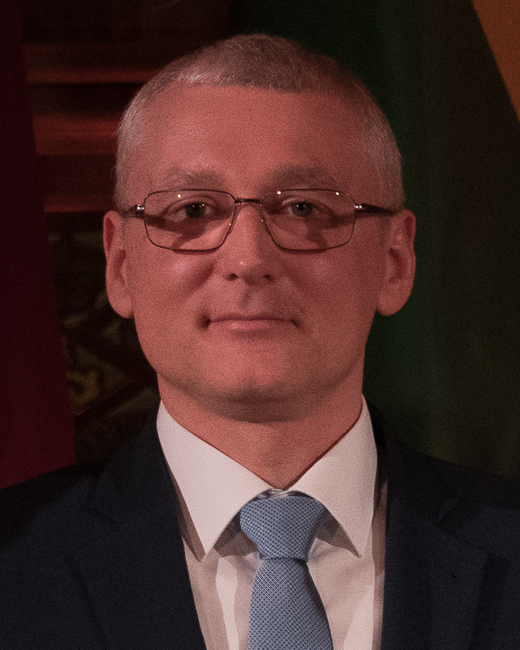
Darius Remeika (2019)

Darius Remeika (* 8. Januar 1972 in Alytus) ist ein litauischer Politiker und Vizeminister der Landwirtschaft.

## Leben
Nach dem Abitur 1990 an der 8. Mittelschule Alytus absolvierte Darius Remeika von 1990 bis 1995 das Diplomstudium der Veterinärmedizin an der Lietuvos veterinarijos akademija in Kaunas und wurde Tierarzt.
Ab 1995 arbeitete er als Beamter der Veterinärmedizin-Institution im Bezirk Alytus. Von 2014 bis 2016 war er Berater am Žemės ūkio rūmai. Von 2013 bis 2014 war er Berater des Premier-Ministers. Vom Dezember 2016 bis April 2017 war er Vizeminister am Landwirtschaftsministerium Litauens, Stellvertreter von Bronius Markauskas im Kabinett Skvernelis. Seit Ende April 2017 leitet er die Staatliches Amt für Lebensmittel und Veterinärmedizin (VMVT).
Darius Remeika spricht Englisch, Polnisch und Russisch.

## Familie
Darius Remeika ist verheiratet.